# 捞刀河街道
捞刀河街道，为长沙市开福区所辖的一个街道办事处。
捞刀河街道前身是高岭乡，1989年更名“捞刀河镇”，辖境没有变化；1995年长沙地区拆区并乡镇之后，原长沙县“沙坪乡”并入，名称仍为“捞刀河镇”；1996年长沙城区区划调整，从长沙县划至开福区；行政驻地彭家巷。2013年，捞刀河镇撤销，分设为捞刀河街道和沙坪街道2个街道办事处。

## 人文与地理
捞刀河镇位于长沙城北，西北部紧邻本区新港镇和望城区丁字镇、桥驿镇，东南部与长沙县北山镇接壤，南部与芙蓉区相邻。有捞刀河和浏阳河贯穿全境，苏托垸（苏家托）为辖境最大的平原湖地，也是容易发生水患的地区。境内有长沙地区唯一的少数民族集中区域汉回村。

## 行政区划
现辖：
彭家巷社区、捞刀河社区、大安村、高岭村、捞刀河村、凤羽村、中岭村、白霞村、大星村、罗汉庄村、伍家岭村、广胜村、金霞村和高源村。

## 交通
- 京广铁路：捞刀河站